# Kapuzinerkirche (Lana)

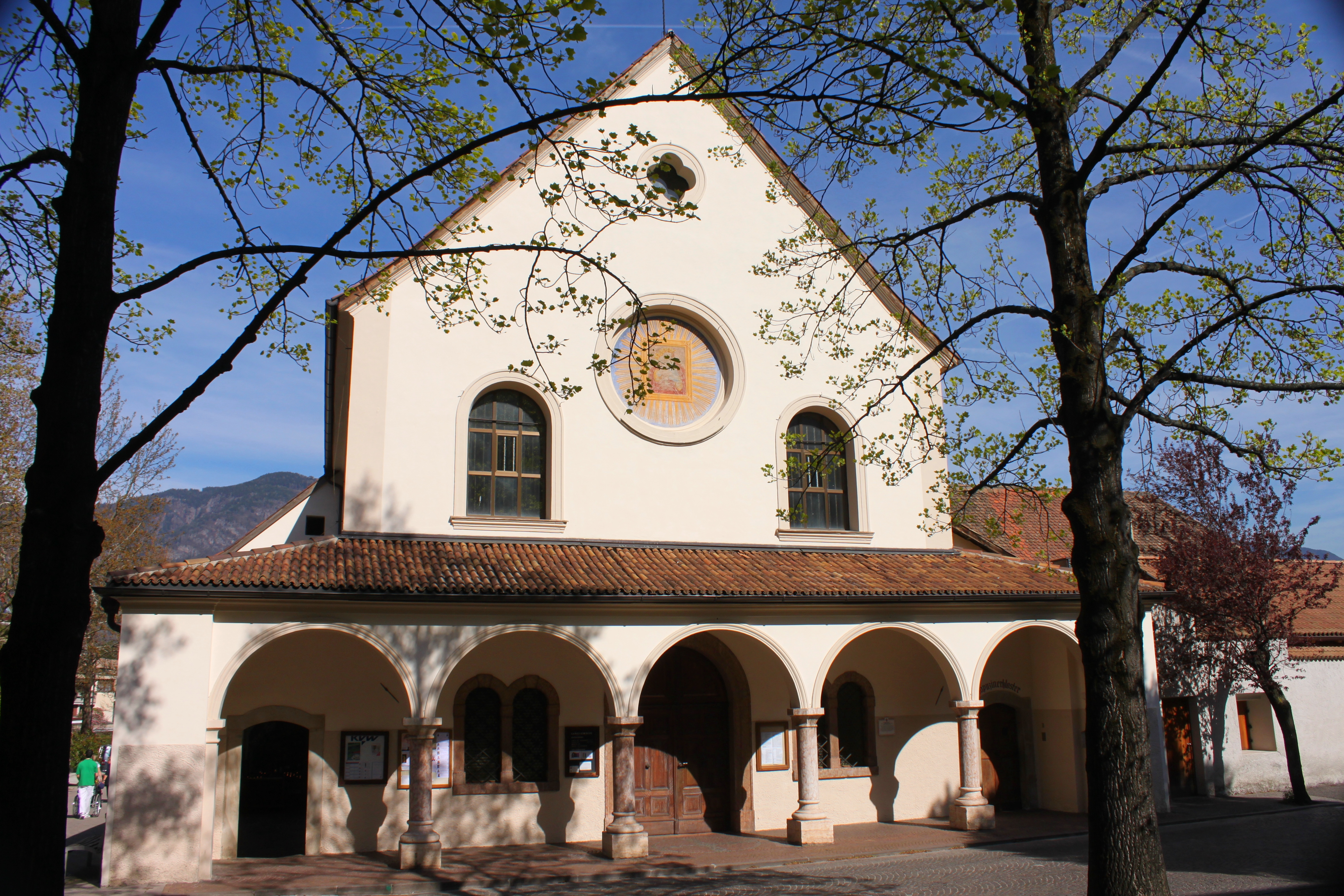
Kapuzinerkirche, Vorderansicht

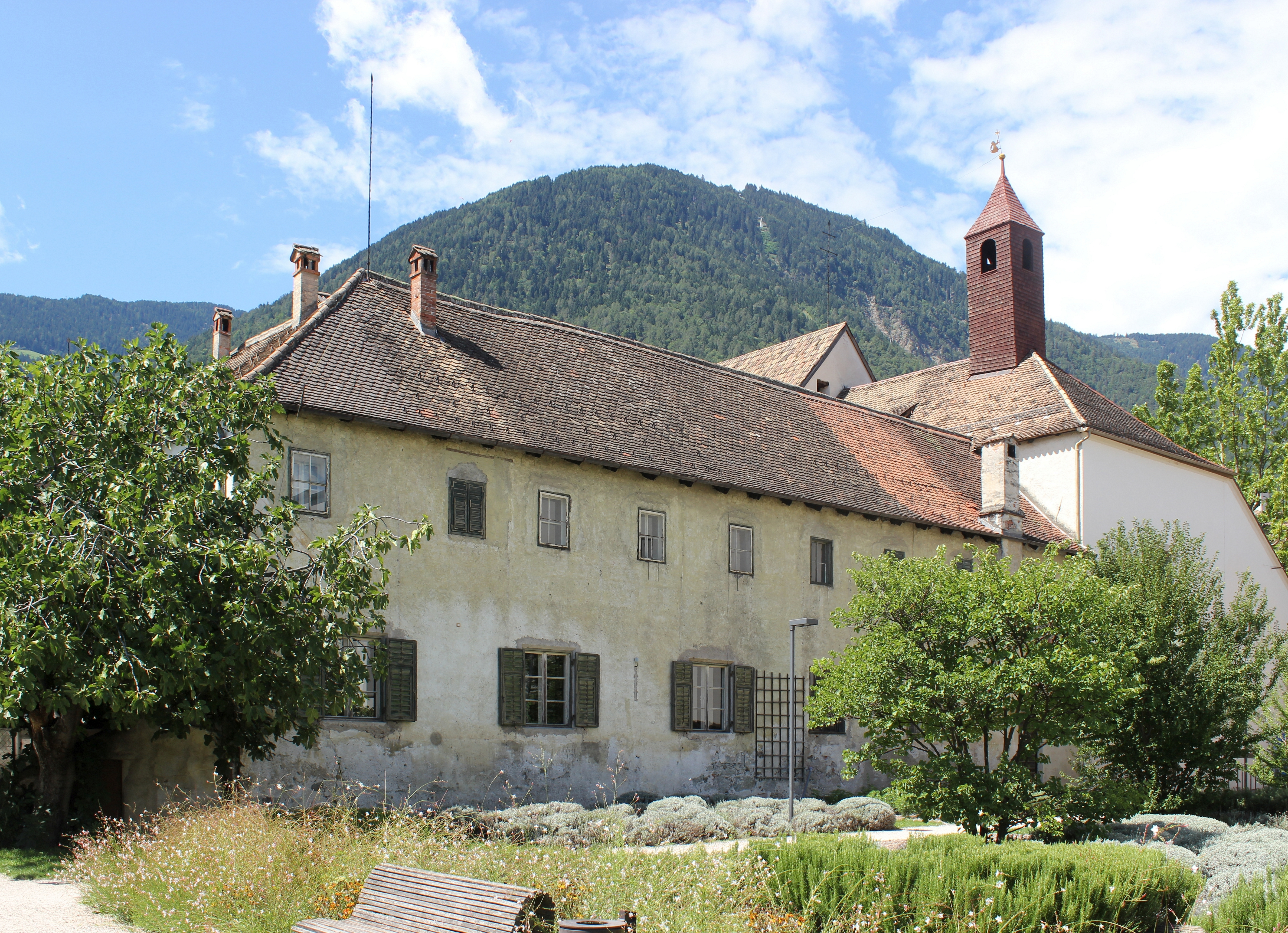
Rückansicht mit Chorturm

Die römisch-katholische Kapuzinerkirche St. Joachim und Anna ist im Verbund mit dem Kapuzinerkloster ein geschütztes Baudenkmal in Oberlana, einem Ortsteil der Marktgemeinde Lana in Südtirol.

## Geschichte
Auf Betreiben von Anna Katharina von Mantua, der Gemahlin des Erzherzog Ferdinand II., holte diese 1593 die Kapuziner nach Tirol. 1616 wurde in Meran ein Kapuzinerkloster gegründet. Kurze Zeit später kamen von dort die Mönche als Fasten- und Pfarrprediger nach Lana. Ab 1647 gewährte Ludwig von Ruedl auf Helmsdorf den Patres Unterkunft im Ansitz Gartscheid. Als Wirkungsstätte in Lana diente ihnen die neu erbaute Maria-Hilf-Kirche und später die Kirche St. Peter. Der Grundstein zu einer eigenen Kirche im Ort wurde am 4. Mai 1664 gelegt und drei Jahre später fertig gestellt. Am 18. September 1667 fand mit Bewilligung des Bischofs von Trient, durch den Bischof von Brixen Sigismund Alphons von Thun die Weihe zu Ehren des Hl. Joachim und der Hl. Anna statt. Zu Zeiten der Aufklärung war die Kirche zeitweise geschlossen, wurde jedoch als Hilfskirche der weit entlegenen Pfarrkirche Mariä Himmelfahrt wieder geöffnet. 1786 nahm die Kirche das Gnadenbild der Maria-Hilf-Kirche auf. Die angebauten umlaufenden Arkaden stammen von 1867. Zu dieser Zeit wurde die Klosterkirche mit Hilfe von Spendengeldern der örtlichen Gemeinde vergrößert. Der nördliche Laubengang wurde Anfang des 20. Jahrhunderts errichtet. Die in die Seitenwand eingelassene Lourdesgrotte ist von 1913. Das Kloster wurde 2013 aufgehoben, in der Kirche finden Messfeiern weiterhin statt.

## Brauchtum
Nach dem seit 1786 das Gnadenbild Maria-Hilf in der Klosterkirche aufbewahrt wurde, entwickelte sie sich zur vielbesuchten Wallfahrtsstätte. Vom 8. bis zum 15. September 1867 wurde das 200-jährige Bestehen des Gnadenbildes auf außerordentlicher Weise gefeiert. Die jährliche Kirchweihfeier fand früher am 1. Sonntag des Monats September statt, das Patroziniumsfest am 8. Sonntag nach Mariä Himmelfahrt. Abwechselnd mit der Pfarrkirche Mariä Himmelfahrt in Niederlana und der Kirche St. Peter in Mitterlana wurde früher in der Klosterkirche der Hauptgottesdient abgehalten.

## Ausstattung

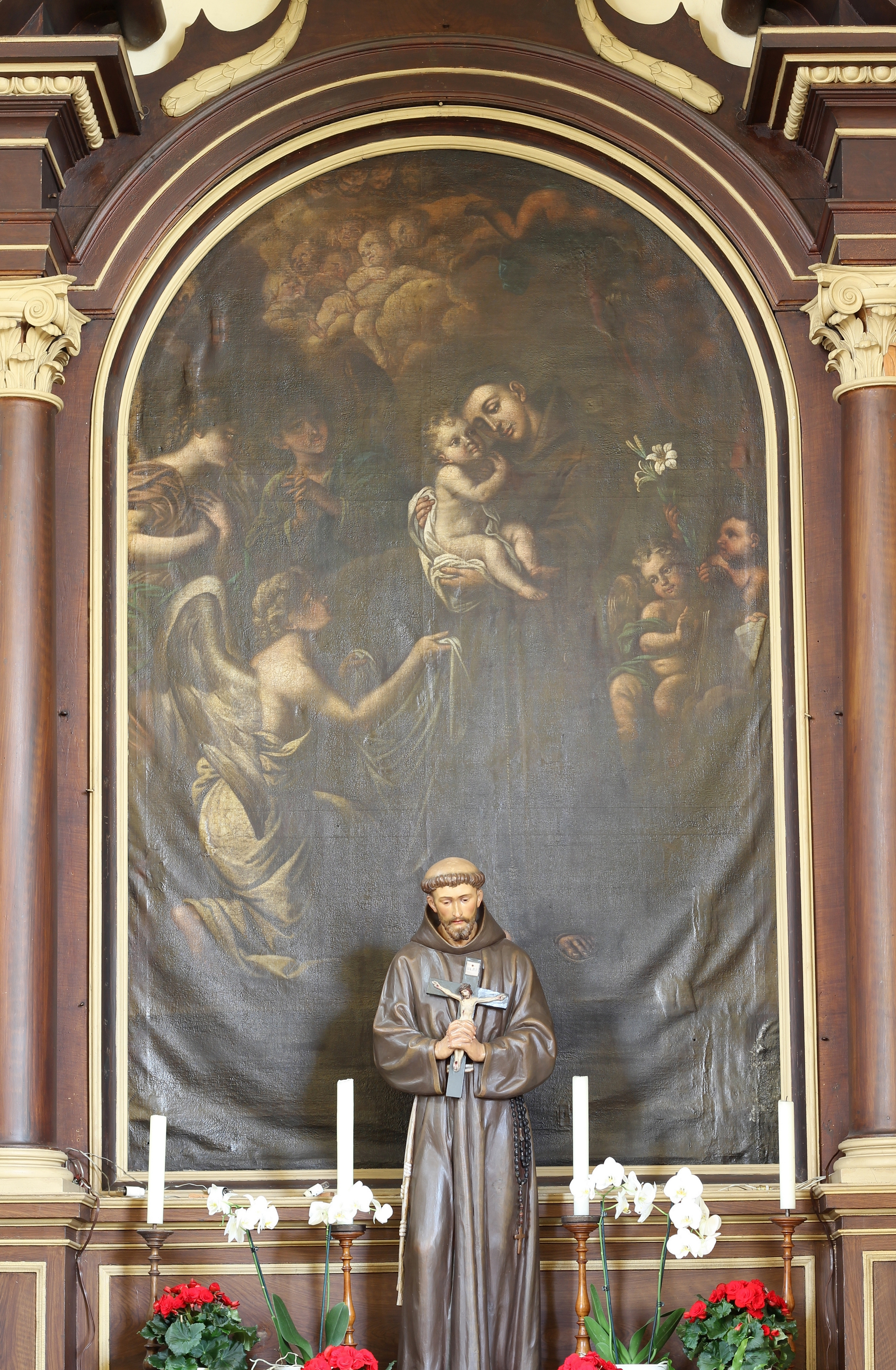
Kapuzinerkirche, Altarblatt

Der Innenraum ist schlicht gestaltet. Das rechteckige Schiff hat ein Tonnengewölbe. An der Nordseite schließt sich eine rechteckige Seitenkapelle an. Der Hauptaltar und die beiden Seitenaltäre stammen aus dem 17. Jahrhundert. Das Gnadenbild am Hauptaltar hing bis 1786 in der Maria-Hilf-Kirche. Die Altarblätter schuf Matthias Pussjäger. Hinter dem Altar befindet sich ein Raum, der ursprünglich den Mönchen vorbehalten war.